# Пинчовский уезд
Пинчовский уезд — административная единица в составе Келецкой губернии Российской империи, существовавшая c 1837 года по 1919 год. Административный центр — город Пинчов.

## История
Уезд образован в 1837 году в составе Краковской губерний, в 1842 году губерния была переименована в Келецкую. С 1844 года — в составе Радомской губернии, с 1867 года — в восстановленной Келецкой губернии. В 1919 году преобразован в Пиньчувский повят Келецкого воеводства Польши.

## Население
По переписи 1897 года население уезда составляло 107 495 человек, в том числе в городе Пинчов — 9075 жит., в безуездном городе Дзялошице — 4606 жит.

### Национальный состав
Национальный состав по переписи 1897 года:
- поляки — 92 555 чел. (86,1 %),
- евреи — 13 677 чел. (12,7 %),

## Административное деление
В 1913 году в состав уезда входило 20 гмин: 
| - Бейсце — с. Бейсце, - Бощинск — д. Бощинск, - Гуры — с. Гуры, - Добеславице — д. Добеславице, - Дрожеснице — д. Дрожеснице, - Загосць — с. Загосць, - Злота — д. Злота, - Казимержа-Велька — д. Казимержа, - Клишов — д. Кие, - Косцелец — с. Косцелец, | - Нагоржаны — д. Нагоржаны, - Опатовец — пос. Опатовец, - Пинчов — г. Пинчов, - Санцыгнев — д. Бедржиховице, - Тополи — д. Тополи, - Филиповице — пос. Кошице, - Хотель — пос. Вишица, - Хроберж — с. Хроберж, - Чарков — с. Кщонов, - Чарноцин — с. Чарноцин. |